# Semaeopus nisa
Semaeopus nisa là một loài bướm đêm trong họ Geometridae.